# 柯士芳
柯士芳（？—？），字無譽，福建興化府莆田縣人，明末清初政治人物。

## 生平
崇禎九年（1636年）丙子科福建鄉試舉人，十五年（1642年）庚辰科賜特用出身，授欒城縣知縣。明亡仕清，順治二年（1645年）授刑部郎中，同年任湖廣道監察御史，巡視長蘆鹽政，十三年（1656年）任大理寺左寺正，十五年（1658年）任通政使司左參議，十七年（1660年）任河南按察司僉事、分巡睢陳。